# Gerald Berners
Gerald Hugh Tyrwhitt-Wilson, XIV barone Berners, noto come Gerald Tyrwhitt e Gerald Berners e Lord Berners (Stockton, 18 settembre 1883 – Faringdon, 19 aprile 1950), è stato un compositore britannico di musica classica, un romanziere, un pittore e un esteta.

## Biografia
Berners nacque ad Apley Hall, una grande dimora di campagna a Stockton nello Shropshire. Visse gli ultimi diciannove anni della sua vita e morì a Faringdon House, Faringdon, nell'Oxfordshire.

Studiò al college di Eton, viaggiò molto in gioventù, e fu in servizio come diplomatico prima di ereditare il titolo. Oltre ad essere un musicista di talento, fu anche un ottimo artista e scrittore. Le sue opere musicali comprendono: Trois morceaux, Fantasie espagnole (1919), Fugue in C minor (1924), e numerosi balletti, compreso The Triumph of Neptune (1926) (che si basa su una storia di Sacheverell Sitwell) e Luna Park (1930). 
Berners visse a Roma durante il fascismo e si trovò nei guai dopo il suo ritorno in Inghilterra per la sua amicizia coi fascisti. Lord Berners soffrì di depressione per gran parte della sua vita.  Negli ultimi anni compose numerose canzoni e colonne sonore per film, fra le quali la più rilevante è quella per il film Nicholas Nickleby del 1947. Fra i suoi amici si contano i compositori Constant Lambert e William Walton, fra i suoi collaboratori Frederick Ashton; Walton dedicò Belshazzar's Feast a Berners. Fu anche un grande amico e sostenitore di Diana Guinness. 

## Scritti
Berners è conosciuto per il suo roman-à-clef (uno scritto che nasconde fatti reali dietro un'apparente finzione) The girls of Radclyffe Hall (dal nome della famosa scrittrice lesbica), nel quale descrive sé stesso ed il circolo dei suoi amici omosessuali, come Cecil Beaton e Olivier Messel, ritraendoli come ragazze che frequentano una scuola chiamata Radclyffe Hall. Le indiscrezioni raccontate in questo scritto (che venne pubblicato e distribuito privatamente), creò un tumulto tra i suoi amici e le sue conoscenze che continuarono a discutere l'opera nel corso degli anni trenta. L'opera successivamente scomparve dalla circolazione (a causa della limitata distribuzione), rendendolo un libro estremamente raro tra i collezionisti di letteratura gay. Alcune voci affermano che Cecil Beaton avrebbe fatto incetta di tutte le già scarse copie in circolazione del libro e le avrebbe distrutte.
Berners rappresentò nei circoli letterari inglesi della metà del XX secolo un personaggio memorabile. Venne spesso citato en passant in molti libri e biografie; sembra sia stato sempre presente alle feste organizzate dalle persone più famose dell'epoca.

Venne ritratto come delizioso Lord Merlin nel romanzo The Pursuit of Love di Nancy Mitford.

Berners fu noto per le sue eccentricità, dipinse i piccioni della sua casa di Faringdon di colori brillanti e, per un periodo, ebbe una giraffa come animale domestico. Sembra però che il suo amore per gli animali non si spingesse molto lontano: avendo sentito che gettando un cane in acqua egli avrebbe imparato a nuotare, Berners lanciò il cane della madre fuori dalla finestra applicando la stessa filosofia e dicendo che il cane avrebbe imparato a volare. A un certo punto arrivò ad accusare un cane di avere "un muso come la faccia di George Eliot".
Berners pubblicò molti scritti autobiografici relativi alla sua infanzia ed adolescenza da privilegiato.